# Tomasz Górkiewicz
Tomasz Górkiewicz (ur. 28 stycznia 1985 w Wadowicach) – polski piłkarz występujący na pozycji obrońcy, zawodnik klubu Podbeskidzie Bielsko-Biała II.

## Życiorys

### Kariera klubowa
Górkiewicz jest wychowankiem polskiego klubu Strumień Polanka Wielka, z którego jeszcze w latach juniorskich przeniósł się do BBTS Bielsko-Biała, obecnego Podbeskidzia. Wiosną 2004 roku znajdował się na wypożyczeniu w Walcowni Czechowice-Dziedzice. Debiutu w ligowym meczu Podbeskidzia doczekał się w kwietniu 2005 roku. Był podstawowym zawodnikiem zespołu w latach 2006–2008; w kolejnym sezonie wystąpił tylko w jednym spotkaniu pucharowym, a później był długotrwale kontuzjowany. Jesienią 2009 roku ponownie został wypożyczony do Czechowic-Dziedzic (IV liga). Po powrocie do Podbeskidzia był głównie rezerwowym. Do historii klubu przeszedł jako strzelec decydującej o awansie do półfinału Pucharu Polski 2010/2011 bramki w meczu z Wisłą Kraków (2:2).
W sezonie 2010/2011 Górkiewicz wywalczył z Podbeskidziem historyczny awans do Ekstraklasy. 10 września 2012 roku zadebiutował w barwach Górali w najwyższej klasie rozgrywkowej w Polsce, zdobywając bramkę. Przed sezonem 2012/2013 przeszedł do pierwszoligowej Polonii Bytom, skąd po rundzie jesiennej powrócił do Bielska-Białej.
26 lipca 2015 Górkiewicz został zawodnikiem 2-go ligowego GKS-u Tychy. Następnie był zawodnikiem polskich klubów: MKS Kluczbork i ponownie MRKS Czechowice-Dziedzice.
1 lipca 2019 podpisał kontrakt z polskim klubem Podbeskidzie Bielsko-Biała II, umowa do 30 czerwca 2020; bez odstępnego.